# 布施村 (島根県隠岐郡)
布施村（ふせむら）は、島根県にあった村。隠岐郡に属した。
島根県では最も人口の少ない自治体であった。

## 地理
隠岐諸島の島後北東部に位置し、村は海と西郷町に囲まれていた。大山隠岐国立公園に指定されており、観光地として有名であった。海沿いには岩が多く、特殊な形の岩も複数見られた。

## 歴史
- 1904年（明治37年）5月1日 - 島根県隠岐国ニ於ケル町村ノ制度ニ関スル件の施行に伴い周吉郡飯美村・卯敷村・布施村の区域をもって成立。
- 1916年（大正5年）3月31日 - 村旗および村章を制定。
- 1969年（昭和44年）4月1日 - 所属郡が隠岐郡に変更。
- 2004年（平成16年）10月1日 - 西郷町・五箇村・都万村と新設合併して隠岐の島町が発足。同日布施村廃止。

## 行政

### 村旗・村章
村旗の寸法は縦横が縦6・横4の比例になるようにし、紋章は中心部に配されている。地色は白色であり、紋章はマツとスギは緑色・その輪郭部分は赤色が指定されている。
村章の由来は三本（三箇所の部落である飯美・卯敷・布施を表している）の杉・松を使ったものである。

## 教育
- 布施村立布施小学校
- 布施村立布施中学校

## 交通

### 道路
- 一般国道
  - 国道485号
- 県道
  - 島根県道47号西郷布施線

## 名所・旧跡
- 浄土ヶ浦

## 出身者
- 枡田史子（フリーアナウンサー）